# Beat Gafner
Beat Gafner (1986) è un ex sciatore alpino svizzero.

## Biografia
Attivo in gare FIS dal dicembre del 2001, in Coppa Europa Gafner esordì il 10 dicembre 2005 a Valloire in slalom gigante, senza completare la prova, ottenne il miglior piazzamento il 10 marzo 2011 a Sella Nevea in supergigante (6º) e prese per l'ultima volta il via il 16 marzo 2012 a La Thuile nella medesima specialità (34º). Si ritirò al termine di quella stessa stagione 2011-2012 e la sua ultima gara fu un supergigante FIS disputato il 4 aprile a Zinal, chiuso da Gafner al 13º posto; in carriera non debuttò in Coppa del Mondo né prese parte a rassegne olimpiche o iridate.

## Palmarès

### Coppa Europa
- Miglior piazzamento in classifica generale: 94º nel 2011

### Campionati svizzeri
- 1 medaglia:
  - 1 argento (supercombinata nel 2008)